# Bezzia angulata
Bezzia angulata är en tvåvingeart som beskrevs av Remm 1974. Bezzia angulata ingår i släktet Bezzia och familjen svidknott. Inga underarter finns listade i Catalogue of Life.